# Conferencia Política de Acción Conservadora

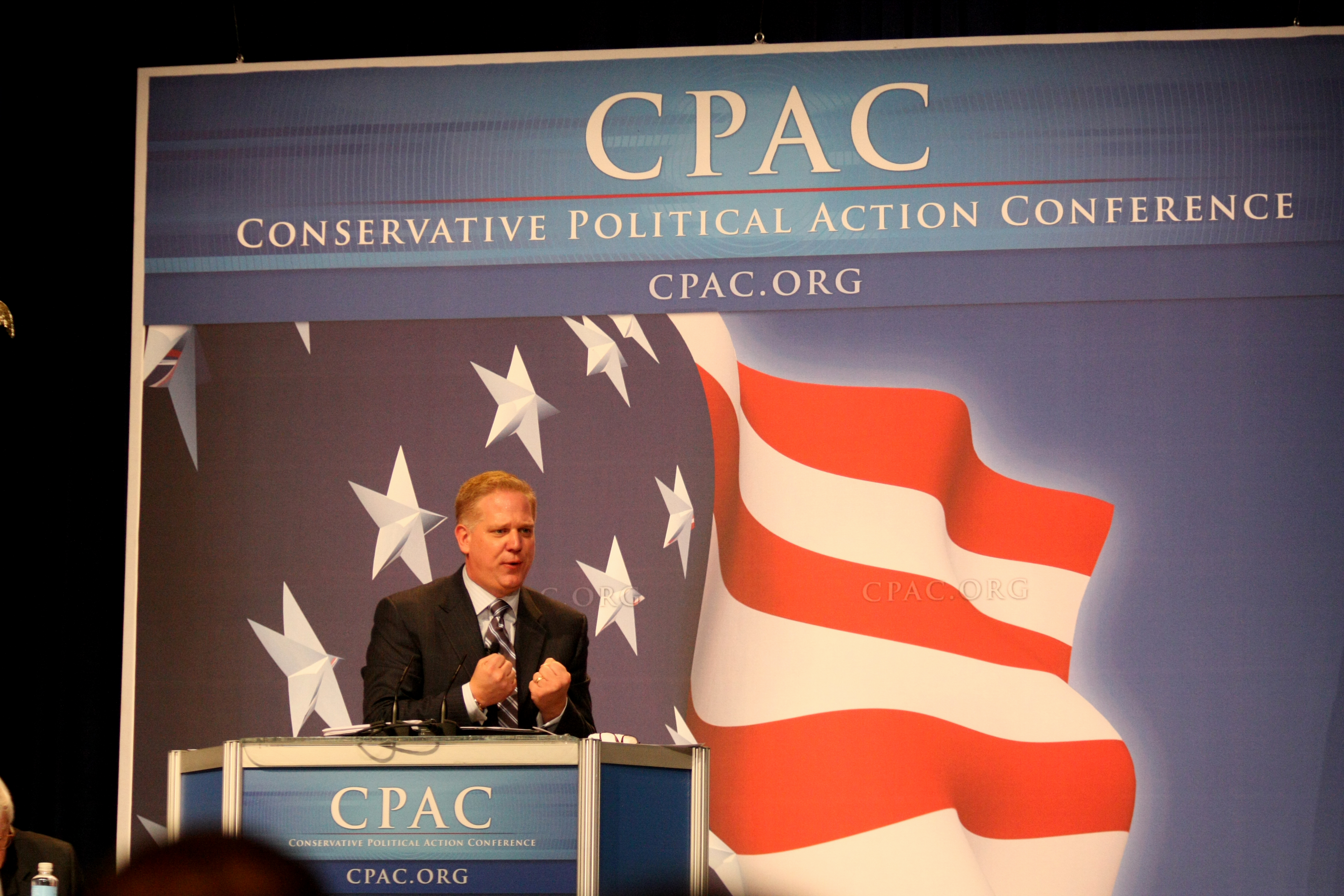
Glenn Beck dando un discurso en la cumbre CPAC del año 2010.

La Conferencia Política de Acción Conservadora (en inglés Conservative Political Action Conference), conocida también por su acrónimo CPAC, es una  cumbre política organizada por la Unión Conservadora Estadounidense, una asociación conservadora de los Estados Unidos, que tiene su sede central en National Harbor, Maryland.
La Conferencia de Acción Política Conservadora (CPAC) es una conferencia política anual con activistas conservadores y representantes electos de los Estados Unidos. La CPAC es organizada por la Unión Conservadora Estadounidense. Más de 100 organizaciones contribuyen a la organización. Human Events, Young America's Foundation y la Asociación Nacional del Rifle, son algunos de los patrocinadores más destacados del evento.
Varios premios son entregados, entre ellos, el premio Ronald Reagan, el premio Jeane Kirkpatrick a la libertad de expresión, el premio Defensor de la Constitución, el premio Charlton Heston al coraje bajo el fuego, entre otros.
En la CPAC se reúnen hasta 10.000 participantes, entre los cuales están las personalidades más importantes de las diferentes corrientes del movimiento conservador estadounidense, como políticos con cargos en ejercicio, militantes de base, dirigentes de organizaciones, así como varias personalidades de los medios de comunicación. CPAC organiza igualmente una votación no formal del personaje más representativo del movimiento, la cual se suele considerar como un barómetro para escoger al candidato republicano para las elecciones presidenciales estadounidenses.

## Historia

### Fundación
La conferencia fue fundada en 1974 por la Unión Conservadora Estadounidense y por los Jóvenes Estadounidenses por la Libertad, como una pequeña reunión de conservadores dedicados.. Ronald Reagan pronunció el discurso inaugural de CPAC en 1974. El candidato presidencial lo usó para compartir su visión del país: "Una ciudad brillante sobre una colina", palabras tomadas de John Winthrop.

### CPAC 2010
El CPAC 2010 contó con el copatrocinio por primera vez de GOProud , un grupo conservador gay. GoProud es acreditado en los medios por iniciar conversaciones con ACU para invitar a Donald Trump a hablar en CPAC 2011. El discurso de CPAC de 2011 que pronunció Trump es acreditado por ayudar a poner en marcha su carrera política dentro del Partido Republicano.  Christopher R. Barron, cofundador de GOProud, quien luego no solo respaldaría la campaña presidencial de Trump de 2016, sino que también lanzaría LGBT para Trump, dijo que "le encantaría ver al Sr. Trump postularse para presidente".

### CPAC 2014
En 2014, CPAC extendió una invitación a Ateos de América, que fue inmediatamente retirada el mismo día debido a las controvertidas declaraciones del presidente de AA, David Silverman, quien declaró que su grupo iba a "iluminar a los conservadores" y que "la derecha cristiana debería ser amenazada por nosotros". El CPAC de 2015 presentó a Jamila Bey, quien se convirtió en la primera activista atea en dirigirse a la reunión anual del CPAC.

### CPAC 2016 Invitación de Milo Yiannopoulos
En 2016 CPAC contó con el patrocinio de la organización Log Cabin Republicans. En diciembre de 2016, CPAC extendió una invitación al bloguero conservador Milo Yiannopoulos para hablar en el evento, a pesar de su historial de puntos de vista controvertidos sobre feminismo, minorías raciales y temas transgénero. La invitación fue cancelada cuando el Batallón Reagan volvió a publicar un video de YouTube de 2016, en el que se escucha a Yiannopoulos hacer comentarios defendiendo las relaciones sexuales entre hombres adultos y niños de 13 años, citando sus propias experiencias sexuales a esa edad con un sacerdote católico.

### CPAC 2017
Richard B. Spencer, una figura decorativa de la extrema derecha y del supremacismo blanco, ingresó al vestíbulo del Gaylord National Hotel, el 23 de febrero de 2017, en un intento de acceder a CPAC. Los organizadores de la conferencia lo expulsaron del hotel tan pronto como se descubrió su presencia, citando sus "repugnantes [puntos de vista que] ... no tienen absolutamente nada que ver con el conservadurismo o lo que hacemos aquí", como motivo para rechazar su admisión a CPAC. El director ejecutivo de la ACU, Dan Schneider, criticó a Spencer y a la extrema derecha en un discurso en el escenario principal, llamándolos "variedad de jardín, fascistas de izquierda" y diciendo que la extrema derecha "desprecia todo lo que [los conservadores] creen".
Miembros de los medios de todo el espectro político condenaron la intrusión como otro intento de grupos como la derecha alternativa de ocultar sus puntos de vista extremistas dentro de una filosofía legítima. Las columnas de opinión en The New York Times y los artículos en Mother Jones y Rolling Stone expresaron su preocupación por la entrevista de 2017 del exasesor de Trump Steve Bannon y el exjefe de gabinete de Trump Reince Priebus con el presidente de ACU Matt Schlapp , que abogan por el derecho estadounidense a Rechazar los principios de la derecha alternativa (por ejemplo, homofobia, xenofobia, sexismo, racismo, etc.).

### CPAC 2019
La Conferencia de Acción Política Conservadora de 2019 se llevó a cabo en el Gaylord National Resort & Convention Center en Oxon Hill, Maryland, del 27 de febrero al 2 de marzo de 2019. El evento estuvo encabezado por el presidente Donald Trump, con muchos oradores adicionales. Los temas a lo largo de la conferencia fueron la lucha contra el socialismo; reforma de la justicia penal; China; y criticando a Alexandria Ocasio-Cortez y el Green New Deal .

### CPAC 2020
En medio de la pandemia, en 2020, CPAC organizó su evento principal al comienzo de la pandemia de COVID-19 a pesar de los riesgos para la salud pública. El sábado 7 de marzo de 2020, ACU confirmó que un asistente al CPAC 2020 luego dio positivo por COVID-19. El senador Ted Cruz, los representantes Matt Gaetz, Paul Gosar, Doug Collins y Mark Meadows tuvieron contacto directo con la aerolínea no identificada y anunciaron su autocuarentena.

### CPAC 2021
En 2021, CPAC organizó su evento principal en vivo durante la pandemia de COVID-19. El lugar habitual anterior para CPAC, (Gaylord National Resort & Convention Center) en National Harbor, Maryland, estaba sujeto a restricciones de salud pública en Maryland, emitidas por el gobernador republicano Larry Hogan, que restringió el tamaño de las reuniones a un máximo de 10, para frenar la propagación de la enfermedad.
Como resultado, la conferencia se trasladó a Orlando, Florida, que había eliminado todos los límites anteriores relacionados con la pandemia en el tamaño de las reuniones. El evento todavía estaba sujeto a las reglas obligatorias de uso de máscaras de Orlando. A pesar de esas restricciones, numerosos asistentes optaron por no usar máscaras durante el evento, a pesar de los frecuentes anuncios de los organizadores del evento y el personal del hotel, solicitando a los asistentes que cumplieran con el mandato local de uso de máscaras. El gobernador de Florida, Ron DeSantis , caracterizó la resistencia del estado a los límites del tamaño de las reuniones pandémicas como compatible con el estado del estado como "un oasis de libertad". El tema de la conferencia, "América no cancelada", buscó destacar los supuestos intentos de las empresas de redes sociales, el Partido Demócrata, las universidades estadounidenses y las organizaciones progresistas de censurar la expresión pública de los conservadores de sus puntos de vista políticos. El evento principal de la conferencia fue un discurso de clausura del expresidente estadounidense Donald Trump, su primer discurso público y discurso político desde que dejó el cargo. Trump dedicó gran parte del discurso a criticar a su sucesor, Joe Biden. El discurso recibió una importante cobertura mediática anticipándose al anuncio de Trump sobre su actividad política pos-presidencial.
Una segunda conferencia de 2021 se llevó a cabo en Dallas del 9 al 11 de julio en el hotel Hilton Anatole. El tema de la conferencia fue la política de inmigración y la seguridad fronteriza, en el contexto de la actual crisis migratoria en la frontera sur de los Estados Unidos.

### CPAC 2022

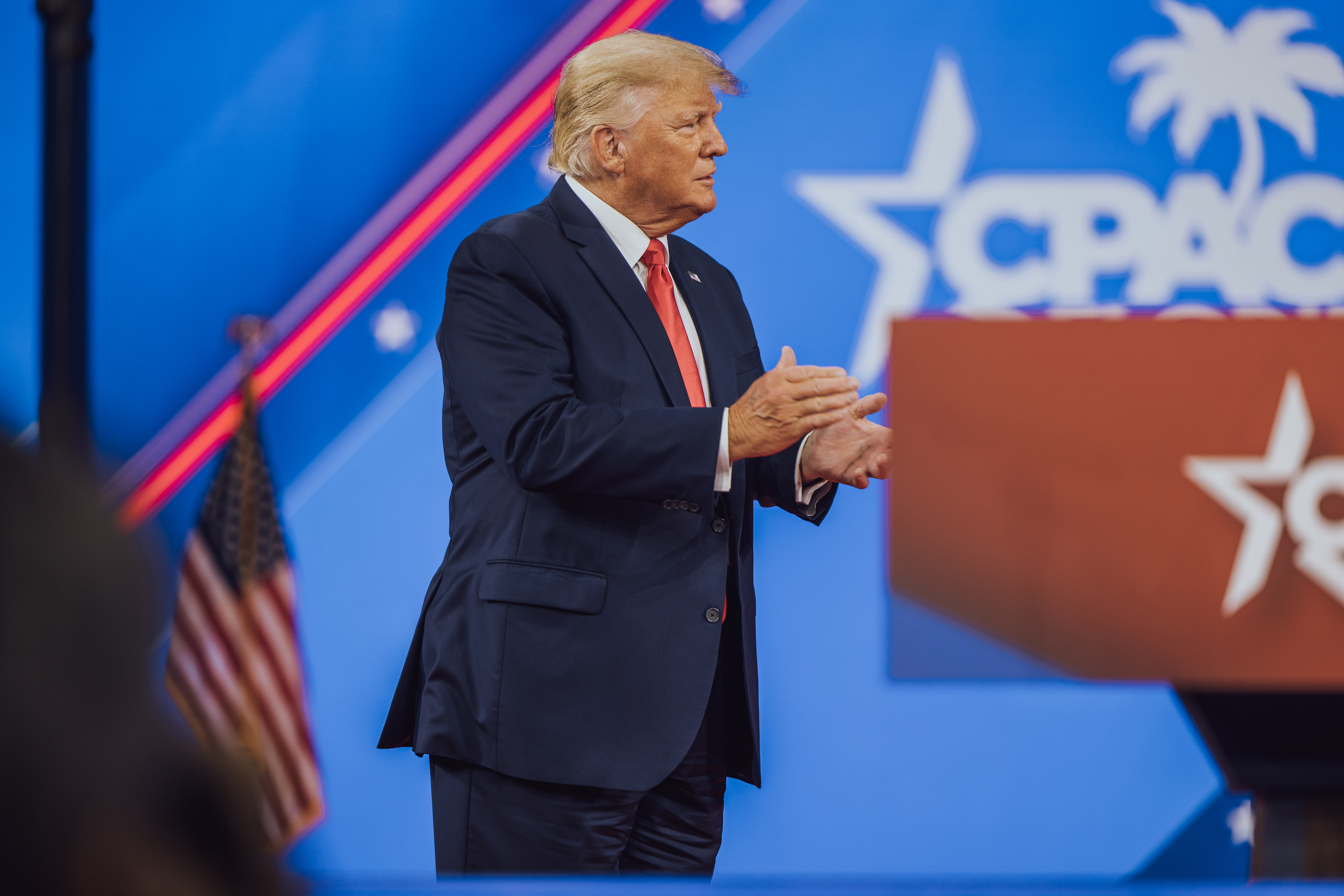
Trump en la CPAC de 2022.

La conferencia de 2022 se llevó a cabo del 24 al 27 de febrero en Orlando, Florida. Entre los oradores se encontraban el expresidente estadounidense Donald Trump, el gobernador de Florida Ron DeSantis y la excongresista demócrata y candidata presidencial Tulsi Gabbard.

### CPAC 2023
En marzo Donald Trump habló en la Conferencia de Acción Política Conservadora (CPAC), en donde estuvo el expresidente de Brasil, Jair Bolsonaro, quien dio un discurso el mismo día más temprano. El 46.º gobernador de Florida, Ron DeSantis, no estuvo presente en la conferencia de 2023, a diferencia del año anterior.

### CPAC 2024

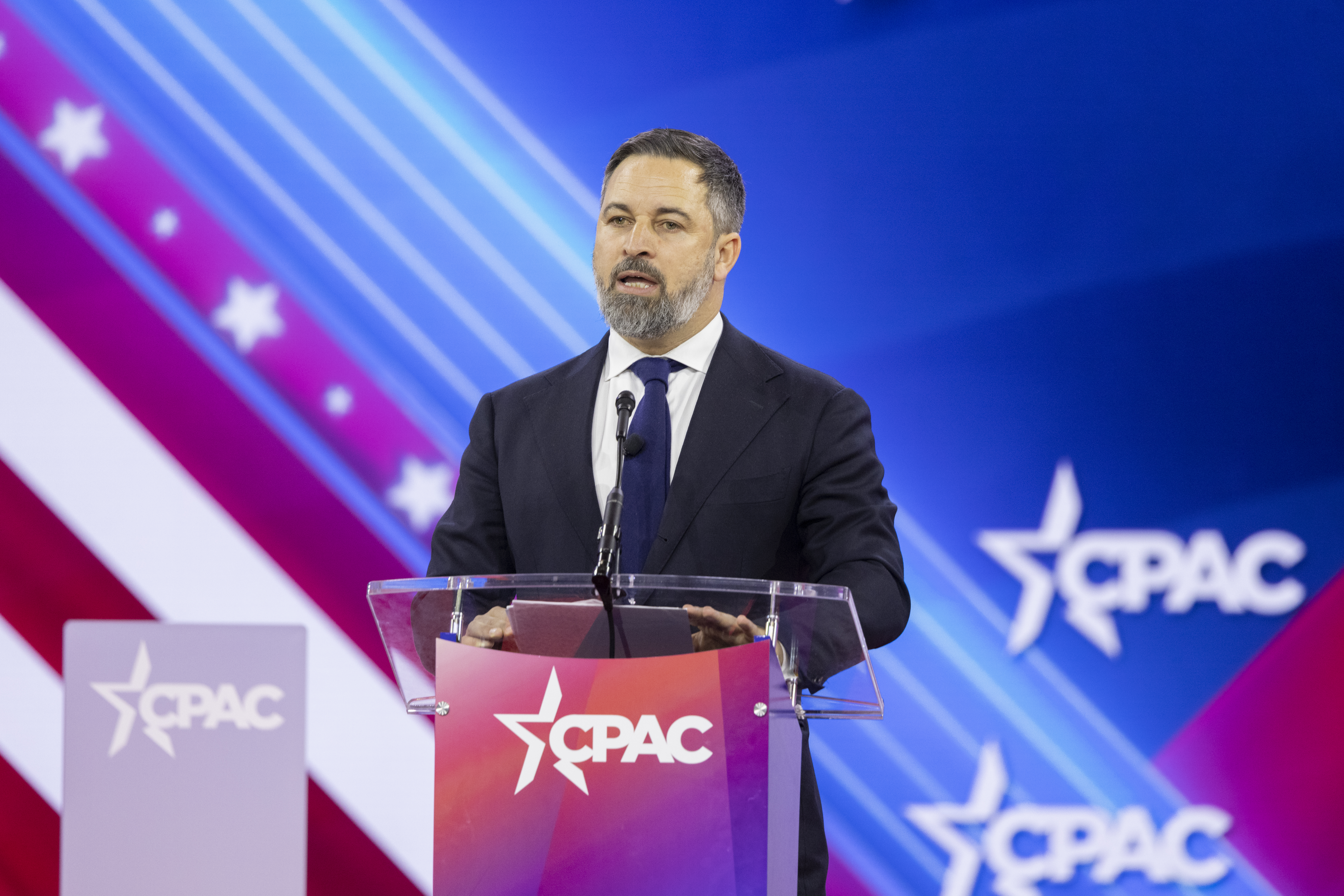
Santiago Abascal en la CPAC en Washington.

Durante la CPAC de 2024, Trump se reunió con el presidente argentino Javier Milei, además de contar con la presencia del presidente salvadoreño Nayib Bukele, el diputado federal brasileño Eduardo Bolsonaro y el diputado español Santiago Abascal.

## Oradores invitados
Ronald Reagan, George W. Bush, Dick Cheney, Pat Buchanan, Karl Rove, Newt Gingrich, Sarah Palin, Ron Paul, Mitt Romney, Charlie Kirk, Glenn Beck, Rush Limbaugh, Ann Coulter, Allen West, Michele Bachmann, Nikki Haley, Javier Milei, Jair Bolsonaro, Nayib Bukele, Santiago Abascal, Marion Maréchal, Steve Bannon, Kellyanne Conway, la gerente de relaciones públicas de Trump, el vicepresidente de EE. UU. Mike Pence, el expresidente de EE. UU. Donald Trump y otras figuras conservadoras de la escena política y los medios de comunicación de los Estados Unidos. Eric Bolling habló en la CPAC en National Harbor, Maryland, en 2018.

## Encuesta
Cada año, la CPAC realiza una breve encuesta de opinión para identificar al mejor candidato presidencial.
La votación anual de CPAC tradicionalmente sirve como un barómetro de los sentimientos del movimiento conservador.  
Durante la conferencia, se anima a los asistentes a completar una encuesta que hace preguntas sobre una variedad de temas.
Las preguntas sobre los posibles candidatos presidenciales más populares son las más ampliamente respondidas. 
Un componente de CPAC es la evaluación de los candidatos conservadores a la presidencia y la encuesta de opinión sirve generalmente para cuantificar la opinión de los conservadores.

## CPAC extranjeros

### Australia
- El primer CPAC de Australia se llevó a cabo en agosto de 2019, con oradores invitados como el ex primer ministro Tony Abbott , el líder de la campaña Brexit Nigel Farage, el ex-editor en jefe de Breitbart Raheem Kassam y el líder de NSW One Nation Mark Latham. La senadora liberal Amanda Stoker y el parlamentario Craig Kelly estuvieron en el evento. Ha habido llamados para prohibir la entrada de Kassam al país antes del evento.

- La conferencia de 2020 comenzó el 4 de noviembre. La youtuber canadiense de extrema derecha Lauren Southern estaba inicialmente programada para aparecer, pero los organizadores rescindieron su invitación.

### Brasil
- El primer CPAC en Brasil tuvo lugar entre el 11 y el 12 de octubre de 2019, en la ciudad de São Paulo, al que asistieron destacados conservadores estadounidenses, incluido el presidente de la ACU Matt Schlapp y su esposa Mercedes Schlapp, el senador de Utah Mike Lee, el especialista de Fox News Walid Phares, así como figuras brasileñas, incluido el hijo del presidente Jair Bolsonaro, Eduardo Bolsonaro, el ministro de Relaciones Exteriores, Ernesto Araújo, y Bertrand Maria José de Orléans e Bragança, entre otros.

La Fundación ACU anunció que el evento se realizaría anualmente en Brasil a partir de 2019.
- En septiembre de 2021, Jason Miller, exasesor principal de Donald Trump, y otras personalidades de los medios estadounidenses de derecha en su grupo de viaje, fueron detenidos e interrogados durante tres horas en el Aeropuerto Internacional de Brasilia luego de participar en la conferencia de CPAC Brasil 2021. La detención fue parte de una investigación del juez de la Corte Suprema de Brasil, Alexandre de Moraes, sobre información errónea presuntamente perpetuada por la administración del presidente Jair Bolsonaro. Miller había elogiado a los partidarios de Bolsonaro como "orgullosos patriotas" y afirmó que las autoridades brasileñas los habían despojado y prohibido en la sombra.
- En junio del 2022 se realiza otra edición en Brasil, con la presencia del diputado brasilero Eduardo Bolsonaro; el dirigente político argentino, Javier Milei; y el excandidato presidencial de Chile, José Antonio Kast.[19]

### Corea del Sur
El primer CPAC en Corea del Sur (K-CPAC), tuvo lugar el 3 de octubre de 2019 en la ciudad de Seúl. Los oradores incluyeron al presidente de la ACU, Matt Schlapp, y al director ejecutivo, Dan Schneider, al ex fiscal general interino de los Estados Unidos, Matthew Whitaker, al exasesor adjunto de seguridad nacional de los Estados Unidos, McFarland, al comentarista y experto en Asia Gordon G. Chang, a la presentadora de Fox News Jeanine Pirro, a la fundadora del New Institute, Andrew Crilly, a la colaboradora de Fox News, Sara A. Carter, al profesor de derecho de la Facultad de Derecho Internacional de Handong, Eric Enlow, al profesor emérito de la Universidad de Yonsei Kim Dong-gil, al exfiscal de seguridad pública Koh Young-ju, al copresidente de K-CPAC, Annie Chan, al ex-primer ministro de Corea del Sur Hwang Kyo-ahn, a miembros del Partido Libertad de Corea, de la Asamblea Nacional, Kim Jin-tae, Chun Hee-kyung y Min Kyung-wook, al Director del Instituto Internacional de Investigación Estratégica Kim Jung-min, al Director del Instituto Coreano para el Análisis de Gestión de Crisis Huh Nam-sung, al ex-Director del Instituto Coreano para la Unificación Nacional, Kim Tae-woo, al fundador y exjefe de Pennmike Chung Kyu-jae, al abogado Chae Myung-sung, al líder del Partido Amanecer de la Libertad, Park Kyul, al líder del Foro de la Verdad, Kim Eun-koo.

### Hungría
Una conferencia conservadora anunciada por los organizadores como CPAC Hungría se llevará a cabo del 18 al 20 de mayo de 2022 en Budapest, Hungría. Entre los oradores se encuentran el primer ministro húngaro, Viktor Orbán, el líder del partido español Vox, Santiago Abascal, y Eduardo Bolsonaro, hijo del presidente de Brasil; aún no se han confirmado participantes de Estados Unidos, esta será la primera ocasión en la que un país europeo organiza un evento de CPAC.

### Japón
- El primer CPAC internacional fue organizado en Tokio del 16 al 17 de diciembre de 2017 por la Unión Conservadora Japonesa (JCU) junto con la Unión Conservadora Estadounidense (ACU). La JCU y la ACU han continuado siendo coanfitriones de J-CPAC todos los años desde entonces. Entre los participantes se encontraban notables legisladores y conservadores de los Estados Unidos, Japón y de todo el Mundo. Los oradores incluyen al presidente de la ACU, Matt Schlapp, y al director ejecutivo, Dan Schneider, al jefe de gabinete de la Casa Blanca, Mick Mulvaney, a los representantes estadounidenses Bruce Westerman y a Paul Gosar, al exministro Akira Amari, al exministro de defensa, General Nakatani, al exministro de defensa Tomomi Inada, al exministro de finanzas de Taiwán y embajador ante la OMC, Ching-Chang Wen, la periodista Sara Carter, el entonces comisionado de la SEC Michael Piwowar, el experto en Asia y al comentarista Gordon G. Chang, por nombrar solo algunos.

- El activista local de Hong Kong, Andy Chan Ho-Tin, asistió al CPAC japonés en 2019 por videoconferencia, luego de ser arrestado en Hong Kong, cuando se dirigía a Tokio para hacer una aparición en vivo.

### México
- El 18 y el 19 de noviembre de 2022 se realizó la primera versión de CPAC México en la Ciudad de México.[21]
- 24  de agosto de 2024 en el Hotel Presidente Intercontinental, Ciudad de México